# Hayrabolu
Hayrabolu is een Turks district in de provincie Tekirdağ en telt 36.942 inwoners (2007). Het district heeft een oppervlakte van 1036,9 km².
De bevolkingsontwikkeling van het district is weergegeven in onderstaande tabel.
| 1997   | 2000   | 2007   |
| ------ | ------ | ------ |
| 40.179 | 40.130 | 36.942 |